# Miramar (Córdova)
Miramar é um município da província de Córdova, na Argentina.